# Singa nitidula
Singa nitidula là một loài nhện trong họ Araneidae.
Loài này thuộc chi Singa. Loài này được Carl Ludwig Koch miêu tả năm 1844.

## Hình ảnh

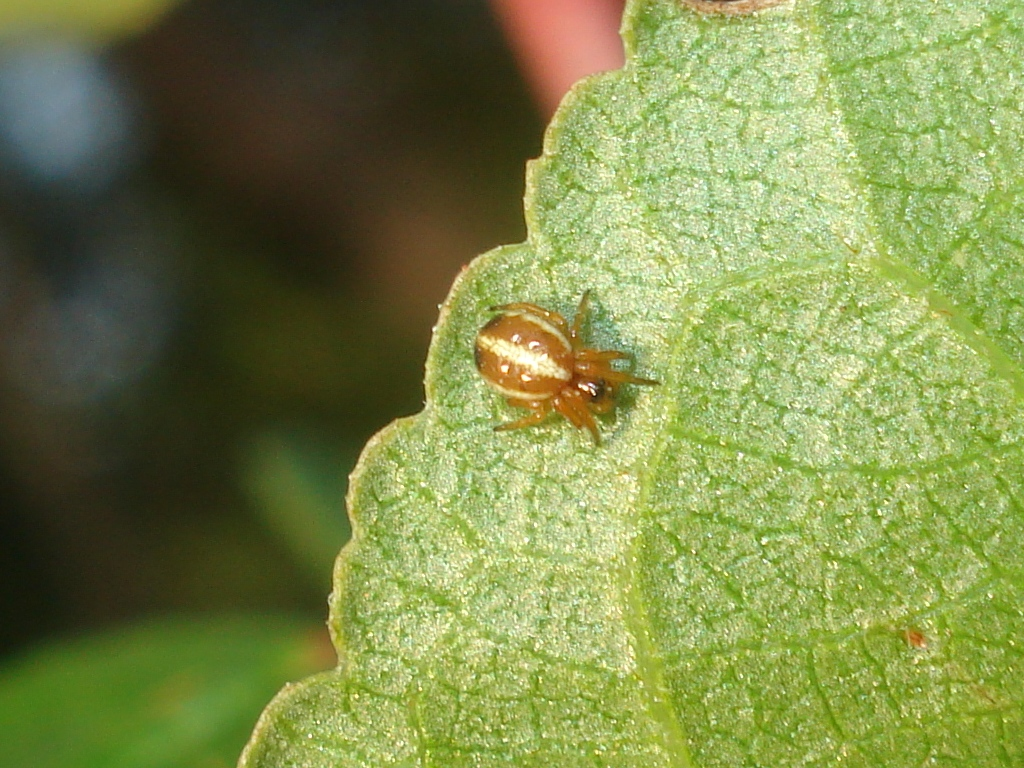